# Kondangjajar
Kondangjajar is een bestuurslaag in het regentschap Ciamis van de provincie West-Java, Indonesië. Kondangjajar telt 3386 inwoners (volkstelling 2010).